# Henri Édouard Navarre
Henri Édouard Navarre (* 4. April 1885 in Paris, Frankreich; † 11. August 1971 ebenda) war ein französischer Bildhauer, Medailleur und Glaskünstler.

## Leben und Werk

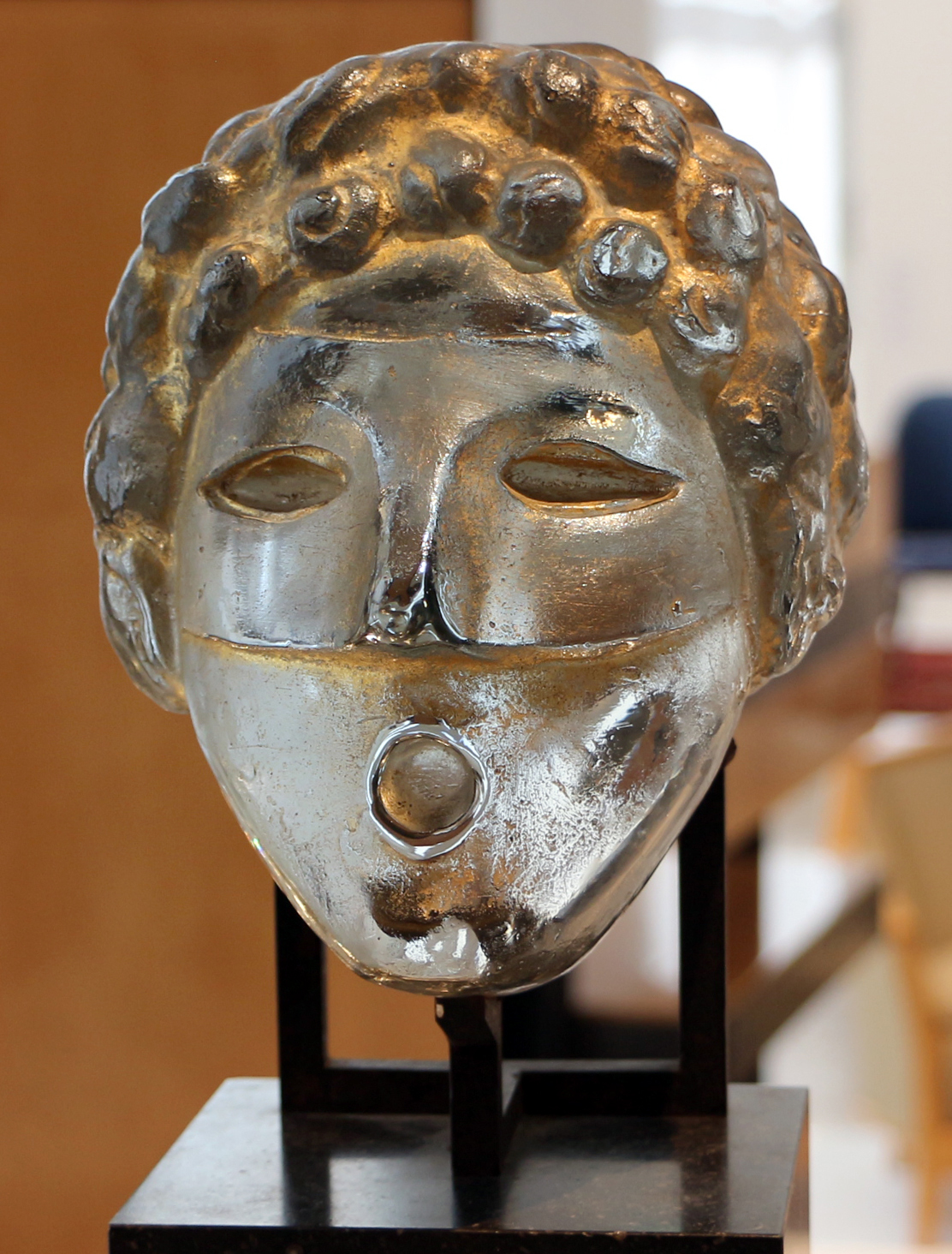
Maske für einen Brunnen, Glas, vor 1937. Sammlung Musée d’art moderne de la Ville de Paris

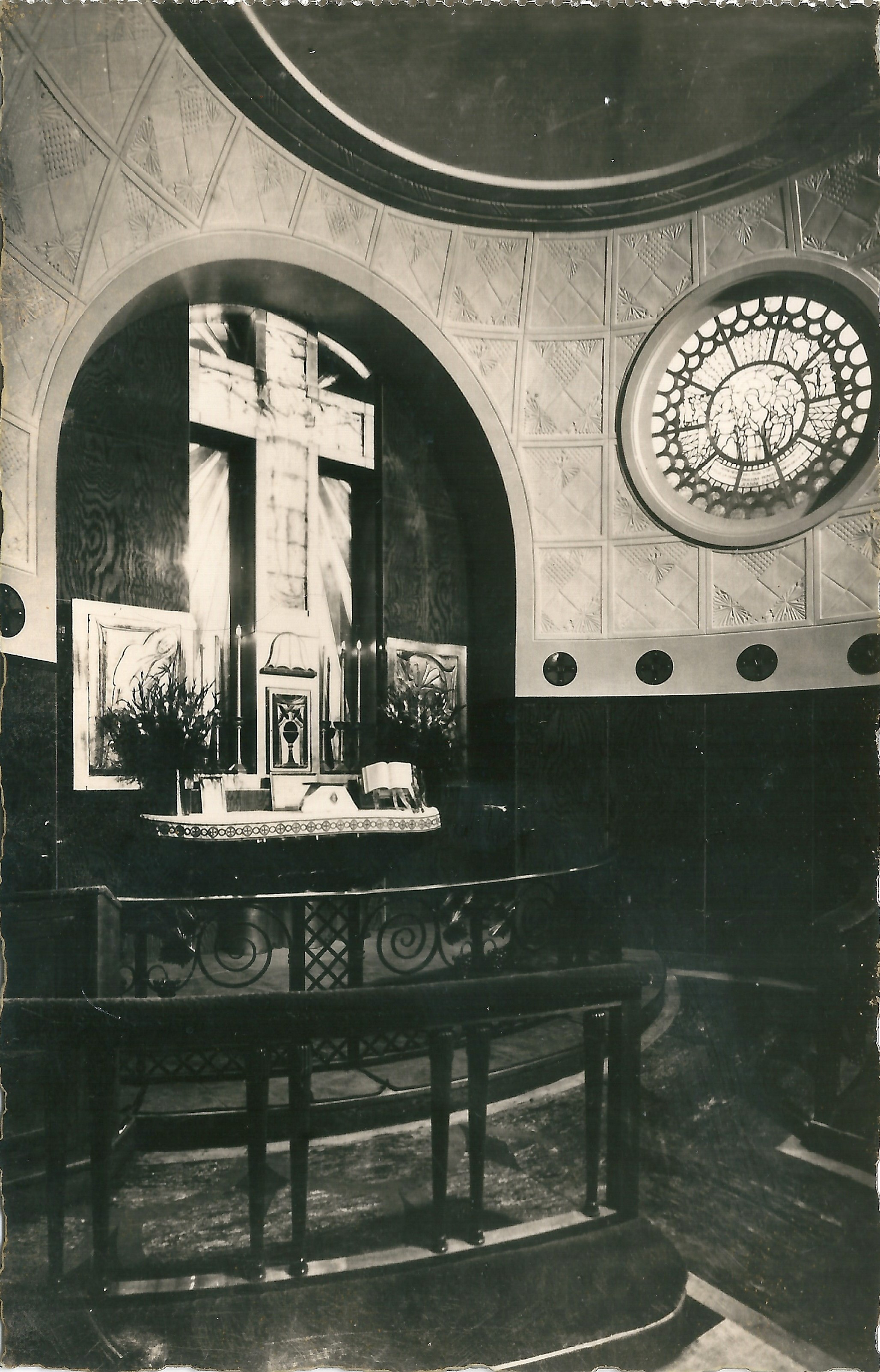
Altar der Kapelle auf dem Passagierschiff Île de France.

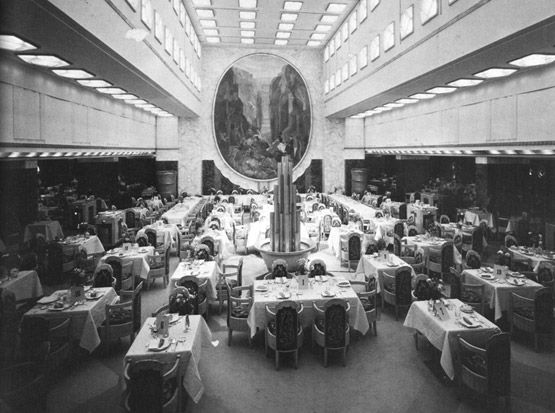
Speisesaal 1. Klasse, Île de France. In der Mitte steht Navarres Brunnen.

Henri Édouard Navarre wurde von seinem Vater zuerst als Architekt ausgebildet. Er studierte Bildhauerei an der Bernard-Palissy-Schule in Paris sowie an der Ecole des Beaux-Arts, bevor er sich am Conservatoire des Arts et Métiers der technischen Seite der Bleiglas- und Mosaikherstellung zuwendete. Ebenso erlernte er das Handwerk des Gold- und Silberschmieds. Er war ein Schüler des Glasmalers Maurice Marinot, dessen Ausbildung Navarres Arbeit beeinflusste.
1906 begann er mit der Fertigung von architektonischen und dekorativen Steinmetzarbeiten. 1920 auf dem Salon des Beaux-Arts in Paris stellte er eine Reihe seiner Medaillen und Plaketten aus. 1922 schuf er Reliefs am Denkmal des Wachturms an der Landspitze Pointe de Grave bei Le Verdon-sur-Mer, das in Zusammenarbeit mit Antoine Bourdelle und Andre Ventre entstand; ein Jahr später dann ein Denkmal für das französische Fliegerass Georges Guynemer in Compiègne. Während dieser Zeit fertigte er Statuetten, die er auf den Pariser Salons ausstellte. 1924 begann er mit seinen Arbeiten aus Glas meist im Stil des Art déco. Sein erster Auftrag war die Gestaltung der Fenster des Gebäudes der Zeitschrift L’Intransigeant in Paris. Im gleichen Jahr begann er mit der Fertigung kleinerer Glasstücke und einer Serie von Glasmasken.
Seine ersten Vasen stellte er im Geschäft des Kunstschmieds Edgar Brandt aus; bald darauf vertrieb er seine Werke im Pariser Maison Georges Rouard. Bei der Bearbeitung des meist schweren dickwandigen Glases bevorzugte er schlichte, einfache Formen. Die Innenverzierung setzte er unter Verwendung von Metalloxiden und gemusterten Walzplatten um, über die der Vorformling gerollt wurde, bevor er von einer äußeren Glasschicht umhüllt wurde. Navarre fertigte darüber hinaus Statuetten und Gedenktafeln aus Bronze, Stein, Marmor und Holz sowie Medaillen aus Gold, Silber oder Bronze. Von Marinot inspiriert formgestaltete er dickwandige Glasarbeiten in meist einfachen, gelegentlich aber auch komplizierten Formen. Er stellte zudem einige Glasskulpturen her, darunter auch einige abstrakte Porträts.
Navarre führte zahlreiche weitere private und öffentliche Aufträge aus, darunter eine große Christusstatue aus gegossenem Glas für den Altar der Kapelle auf dem Passagierschiff Île de France. Für den Speisesaal der 1. Klasse fertigte er einen Brunnen aus versilberten und vergoldeten Metallrohren.
Für Edgar Brandts Porte d’honneur, die auf der Exposition internationale des Arts Décoratifs et industriels modernes 1925 in Paris gezeigt wurde, stellte er eine Reihe von Bas-Reliefs her. Er gehörte der von dem Éditeur d’art (Kunstverleger) und Bildgießer Arthur Goldscheider in den frühen 1920er Jahren mit Vertretern des Art déco gegründeten Künstlergruppe La Stèle an, deren Arbeiten Goldscheider 1925 ebenfalls auf dieser Ausstellung zeigte. Durch die 1930er Jahre hindurch stellte Navarre regelmäßig auf den jährlich stattfindenden Salons der Société des artistes décorateurs und andernorts national und international aus, so 1928 auf Macy’s International Exhibition of Arts in Industry in New York City und 1929/30 auf der Wanderausstellung Exhibition of Contemporary Glass and Rugs der American Federation of Arts.
Seine Bas-Reliefs schmückten auch das Proszenium des Théâtre de la Michodière in Paris. Die monumentalen Löwenstatuen aus Granit am von Jean Prouvé geschaffenen Eingangstor zum Palais des Colonies, dem Schauplatz der Pariser Kolonialausstellung 1931, stammten ebenso von Navarre. Nach dem Zweiten Weltkrieg stellte Navarre kaum mehr Glasarbeiten her – lediglich in den 1960er Jahren kehrte er kurz in das Metier zurück – und konzentrierte sich auf die Fertigung von architektonischen Skulpturen für Kirchen und Schulen in Frankreich.
Henri Édouard Navarre wurde 1947 als Ritter in die Ehrenlegion aufgenommen.